# الصرحات (بعدان)

تعديل مصدري - تعديل

الصرحات محلة تابعة لقرية مسحل، التابعة لعزلة حيسان بمديرية بعدان إحدى مديريات محافظة إب في الجمهورية اليمنية، بلغ تعداد سكانها 29 حسب تعداد اليمن لعام 2004.